# Флаг муниципального округа Орехово-Борисово Южное

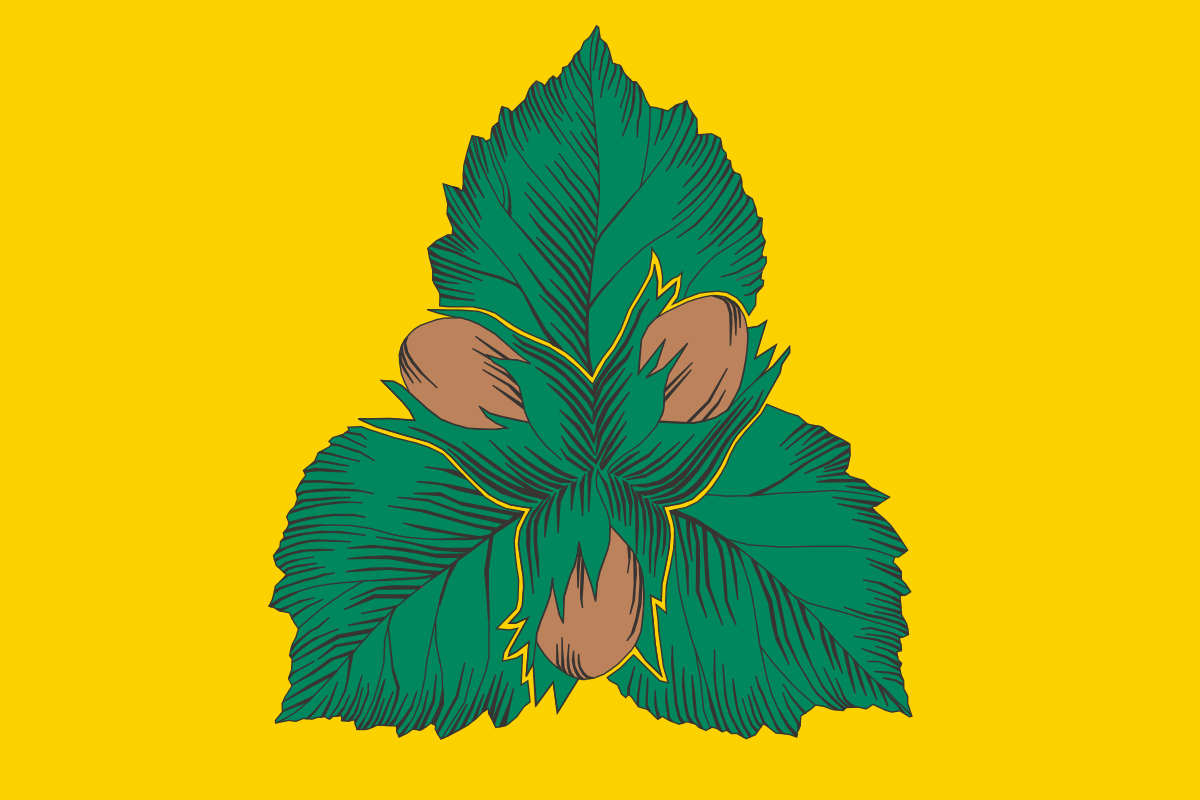
Первая версия флага

Флаг муниципального округа Оре́хово-Бори́сово Ю́жное в Южном административном округе города Москвы Российской Федерации — опознавательно-правовой знак, служащий официальным символом муниципального образования.
Первоначально данный флаг был утверждён 2 ноября 2004 года флагом муниципального образования Орехово-Борисово Южное.
Законом города Москвы от 11 апреля 2012 года № 11, муниципальное образование Орехово-Борисово Южное было преобразовано в муниципальный округ Орехово-Борисово Южное.
Решением Совета депутатов муниципального округа Орехово-Борисово Южное от 22 января 2019 года флаг муниципального образования Орехово-Борисово Южное был утверждён флагом муниципального округа Орехово-Борисово Южное.
Флаг внесён в Государственный геральдический регистр Российской Федерации с присвоением регистрационного номера 12298.

## Описание
Описание флага, утверждённое 2 ноября 2004 года:

Флаг муниципального образования Орехово-Борисово Южное представляет собой двустороннее, прямоугольное полотнище с соотношением сторон 2:3. В центре жёлтого полотнища помещено изображение трёх лесных орехов на трёх листьях натуральных цветов в виде опрокинутого вилообразного креста. Габаритные размеры изображения составляют 1/2 длины и 13/16 ширины полотнища.
Описание флага, утверждённое 22 января 2019 года:

Флаг муниципального образования Орехово-Борисово Южное представляет собой двустороннее, прямоугольное полотнище с соотношением сторон 2:3. В центре жёлтого полотнища изображены три (один и два) зелёных листа лесного ореха (лещины), соединённых черенками, и поверх них — три (два и один) золотых плода соединённых друг с другом зелёными чашками (плюсками). Габаритные размеры изображения составляют 1/2 длины и 13/16 ширины полотнища.

## Обоснование символики
Три лесных ореха на трёх листьях символизируют принадлежность района к сформированному в 1970-х годах крупному жилому массиву Орехово-Борисово, в основу названия которого вошли наименования старых деревень XVI века Орехово и Борисово.
Название деревни Орехово сохранилось в современном наименовании проходящего на территории муниципального образования Орехового бульвара.
Жёлтый цвет полотнища символизирует южную часть жилого массива Орехово-Борисово.